# Лиздейка

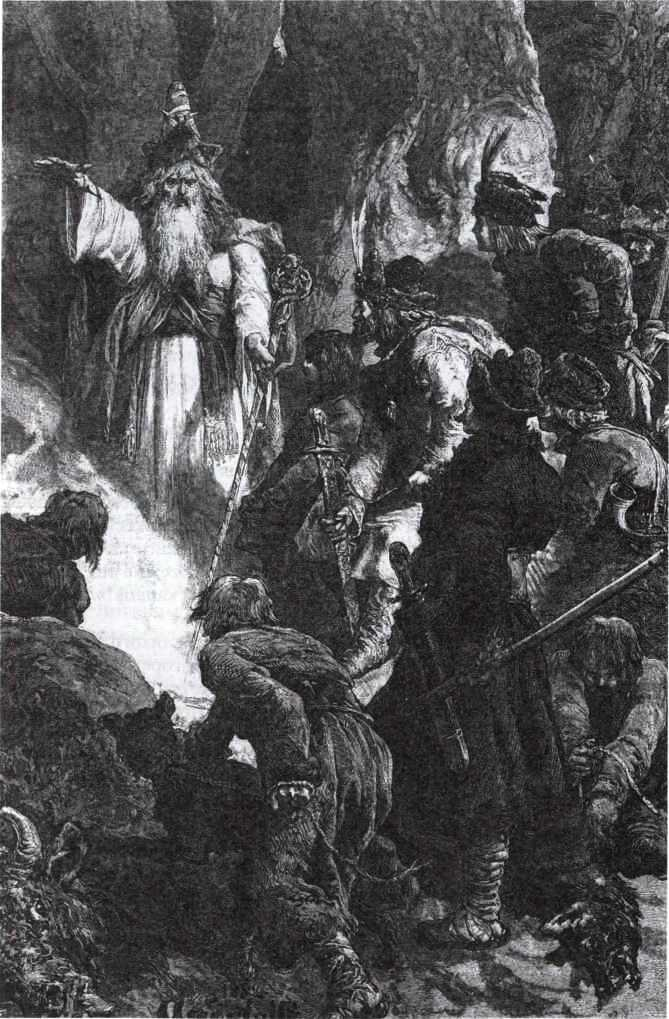
Михал Эльвиро Андриолли. «Лиздейка толкует сон Гедимина», 1882

Лизде́йка (Лиздейко, бел. Ліздзейка, лит. Lizdeika, пол. Lizdejko) — легендарный литовский верховный жрец (криве-кривайтис) XIV века, основатель жреческой традиции в Вильне в 1318 году.

## Сведения
Впервые упоминается в летописи XVI века. Жил, по всей видимости, на рубеже XIII и XIV веков. В преданиях, зафиксированных в белорусско-литовских летописях, хронике Матея Стрыйковского и позднейших пересказах, рассказывается о том, как во время охоты отец Гедимина князь Витень услышал в лесу плач разбуженного звуками охотничьих рогов младенца в корзине, укрытой зеленью, и по совету жреца (тайного отца ребёнка) взял его на воспитание. По другой версии плачущий ребёнок был найден Гедимином в орлином гнезде. Местность получила название Verkiai (Веркяй, пригородное поместье Вильны; от лит. verkti — «плакать»), а ребёнок — имя Лиздейка (от лит. lizdas — «гнездо»).
Воспитанный при княжеском дворе мальчик стал верховным жрецом криве-кривайтисом и, женившись на сестре князя Витеня или Гедимина, от которой имел дочь Паяуту (лит. Pajauta) или Пояту (Pojata), якобы стал родоначальником княжеских родов Радзивиллов, Остиковичей, Нарбутов и других литовских дворянских родов.
В мотиве покинутого в орлином гнезде мальчика усматривается рефлексы шаманских ритуалов инициации и соответствующих мифов, которые мотивируют особое знание и другие сверхъестественные способности пребыванием по ту сторону жизни и повторным рождением, вообще мифологических сюжетов передвижений по мировому древу и связанных с ними способностями к предсказаниям, толкованиям снов и т. п. Когда Гедимину в Швинтороговой долине у реки Вильни приснился огромный железный волк на Туровой горе, который выл, как сотня волков, Лиздейка истолковал его как предзнаменование того, что в этом месте будет столичный город, слава которого распространится по всему свету. Так была основана Вильна.
Со времени романа Бернатовича «Поята» (1826) — первого исторического романа на польском языке — утверждается, что резиденция Лиздейки находилась в Кярнаве, где его именем назван один из курганов — холм Лиздейки (Kernavė III), а именем его дочери-жрицы Паяуты — живописная долина вдоль реки Нярис в Кернавском государственном культурном резервате. Умер в 1350 году в 70-летнем возрасте, но по другим данным криве-кривейто жил якобы ещё в 1387 году во время разрушения храма Перкунаса в Вильне и принятия христианства в качестве государственной религии Великого княжества Литовского. 
В честь него была названа моторная лодка Пинской флотилии.